# Astronium concinnum
Astronium concinnum är en sumakväxtart som beskrevs av Heinrich Wilhelm Schott. Astronium concinnum ingår i släktet Astronium och familjen sumakväxter. Inga underarter finns listade i Catalogue of Life.